# Gelis maruyamensis
Gelis maruyamensis är en stekelart som först beskrevs av Tohru Uchida 1932.  Gelis maruyamensis ingår i släktet Gelis och familjen brokparasitsteklar. Inga underarter finns listade i Catalogue of Life.